# Андреас Австрийски
Андреас Аватрийски (на немски: Andreas von Österreich; * 15 юни 1558, замък Брезниц, Бржезнице, Бохемия; † 12 ноември 1600, Рим) от фамилията Хабсбург, е кардинал и епископ на Констанц (1589 – 1600) и Бриксен (1591 – 1600). Той е също маркграф на Бургау (1578 – 1600), абат на манастир Мурбах в южен Елзас (1587 – 1600) и щатхалтер на Нидерландия (1598 – 1599).

## Живот
Син е на ерцхерцог Фердинанд II фон Тирол (1529 – 1595) и първата му съпруга Филипина Велзер от Аугсбург (1527 – 1580). Внук е на император Фердинанд I и племенник на император Максимилиан II.
Той отива през 1574 г. в Рим и на 19 ноември 1576 г. папа Григорий XIII дава на 17-годишния Андреас титлата кардинал.
- Герб на кардинал Андреас Аватрийски (Wappensammlung 1594)
- Герб на Андреас Аватрийски, епископ на Констанц

## Потомство
Андреас Аватрийски има две извънбрачни деца, Ханс-Георг Дегли Абици (* 1583) и Сузана Дегли Абици (1584 – 1653), които растат при брат му Карл, маркграф на Бургау.